# Ulica Bliska w Warszawie
Ulica Bliska – jedna z ulica warszawskiego osiedla Kamionek, biegnąca od ul. Grochowskiej do ul. Lubelskiej.

## Historia
Ulica jest jedną z dawnych dróg wsi Kamionek; zachowała do dzisiaj swój kręty, nieregularny przebieg. Nazwa pochodzi od ścieżki polnej, którą kolejarze skracali sobie drogę do Dworca Terespolskiego.
Do Warszawy przyłączona wraz z Kamionkiem w 1889. Po 1890 przekształcona w ulicę.
W czasie II wojny światowej jej zabudowa w większości ocalała. Do dzisiaj zachowały się kamienice pod nr 21 (wzniesiona ok. 1932) i 23 (ok. 1938) oraz dwie kamienice przypisane do numeracji ul. Mińskiej (nr 13, ok. 1901, i kamienica Tymoteusza i Julii Borensztedtów nr 15, wzniesiona w latach 1891–1892).
W okresie powojennym ulica została przecięta na dwie części zespołem wysokich bloków mieszkalnych.